# Mark V
Mark V — британський важкий танк періоду Першої світової війни. Розроблений у 1918 році, він належав до родини важких танків, що мали характерний зовнішній вигляд у формі ромбоїда. Всього було виготовлено близько 400 звичайних і 700 подовжених Mark V*.
Початково Mark V мав стати суттєво новою моделлю, але зрештою в серію пішов як модифікований Mark IV з двигуном потужністю 150 к.с. замість 100 к.с., що суттєво покращило ходові якості машини. Танк виготовлявся у двох варіантах: «самець», що мав дві 57-мм гармати в спонсонах на бортах і кілька кулеметів, і «самиця» з повністю кулеметним озброєнням.

## Варіанти
Всі модифікації виготовлялись у двох варіантах: «самець», що мав дві 57-мм гармати в спонсонах на бортах і кілька кулеметів, і «самиця» з повністю кулеметним озброєнням. Деякі з «самиць» пізніше отримали один гарматний спонсон, такі танки знані як «гермафродити» або «композити» (англ. hermaphrodite або composite).
- Mark V — базовий серійний варіант, виготовлено 400 одиниць.
- Mark V* або Mark V Star — подовжений на 180 см варіант, що виготовляли з травня 1918 року. Випущено 700 одиниць.
- Mark V** або Mark V Two Star — модифікація Mark V*, випущено 25 одиниць.

## Збережені зразки
- Mk V був встановлений на Контрактовій площі у 1930-ті роки і знаходився там ще деякий час після війни.
- У 1938 році танк Mark V типу «гермафродит» втановлений як пам'ятник на площі Конституції у Харкові. Він стоїть там досі.

## Галерея

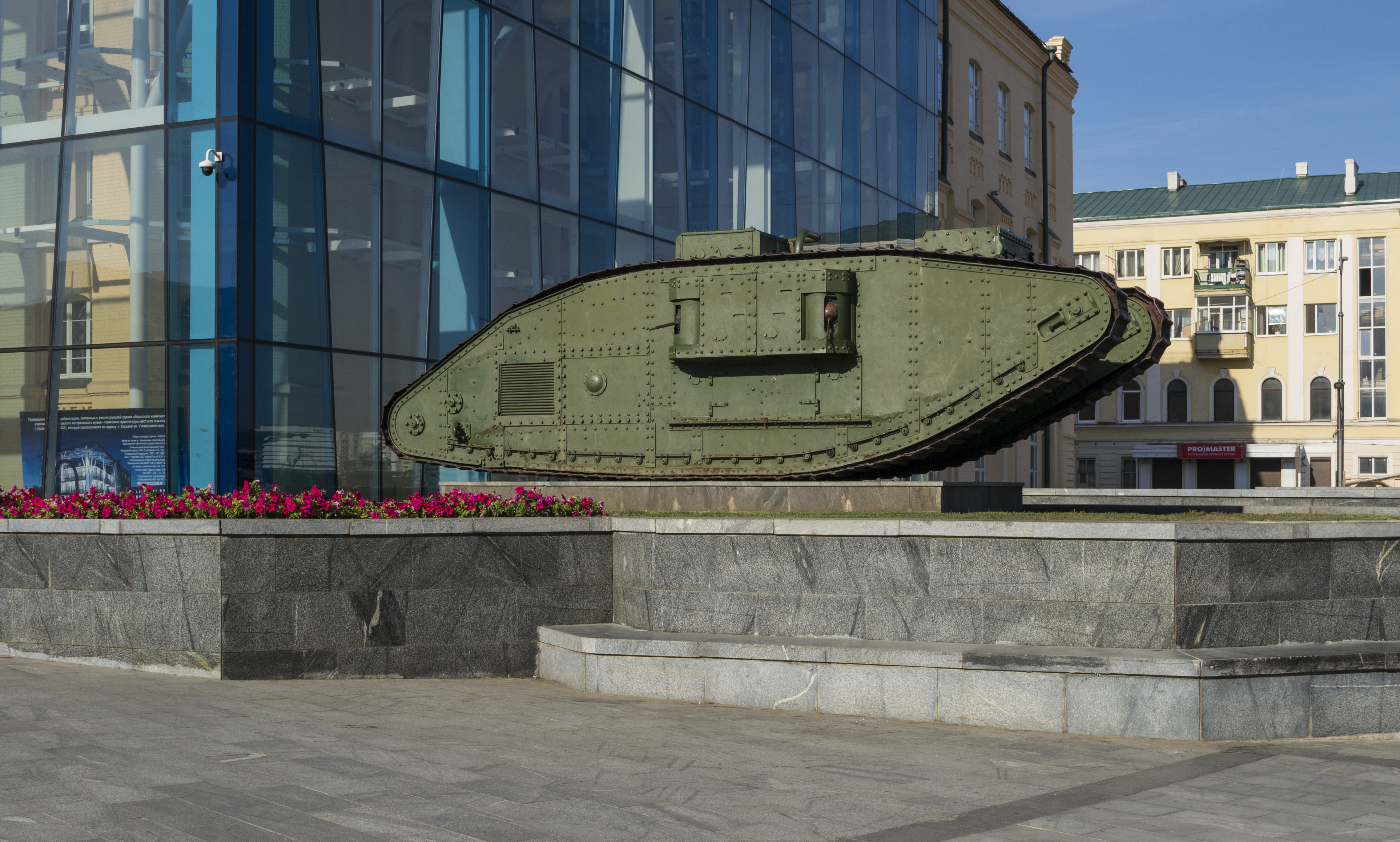
Mark V «гермафродит» у Харкові